# 瓦夫尔 (地区)
瓦夫尔（法語：Woëvre，法語發音：[wa:vʁ]，有时亦为[vwa:vʁ] 或 [vwɛ:vʁ]）是法国东北部洛林的一个传统地区，主要位于默兹省，小部分位于默尔特-摩泽尔省与孚日省。

## 地名
德语名：Waber、Waberland 和 Wawer。

## 历史
达戈贝尔特二世在此地区建立了自己的行宫及被暗杀。
第一次世界大战一些战役发生在瓦夫尔。

## 环境保护
瓦夫尔的某些区域被归入具有生态学、动物区系学和植物区系学意义的自然区域（zones naturelles d'intérêt écologique, faunistique et floristique，ZNIEFF）。1991年起，《湿地公约》将小瓦夫尔（Petite Woëvre）的池塘分类。

## 图片

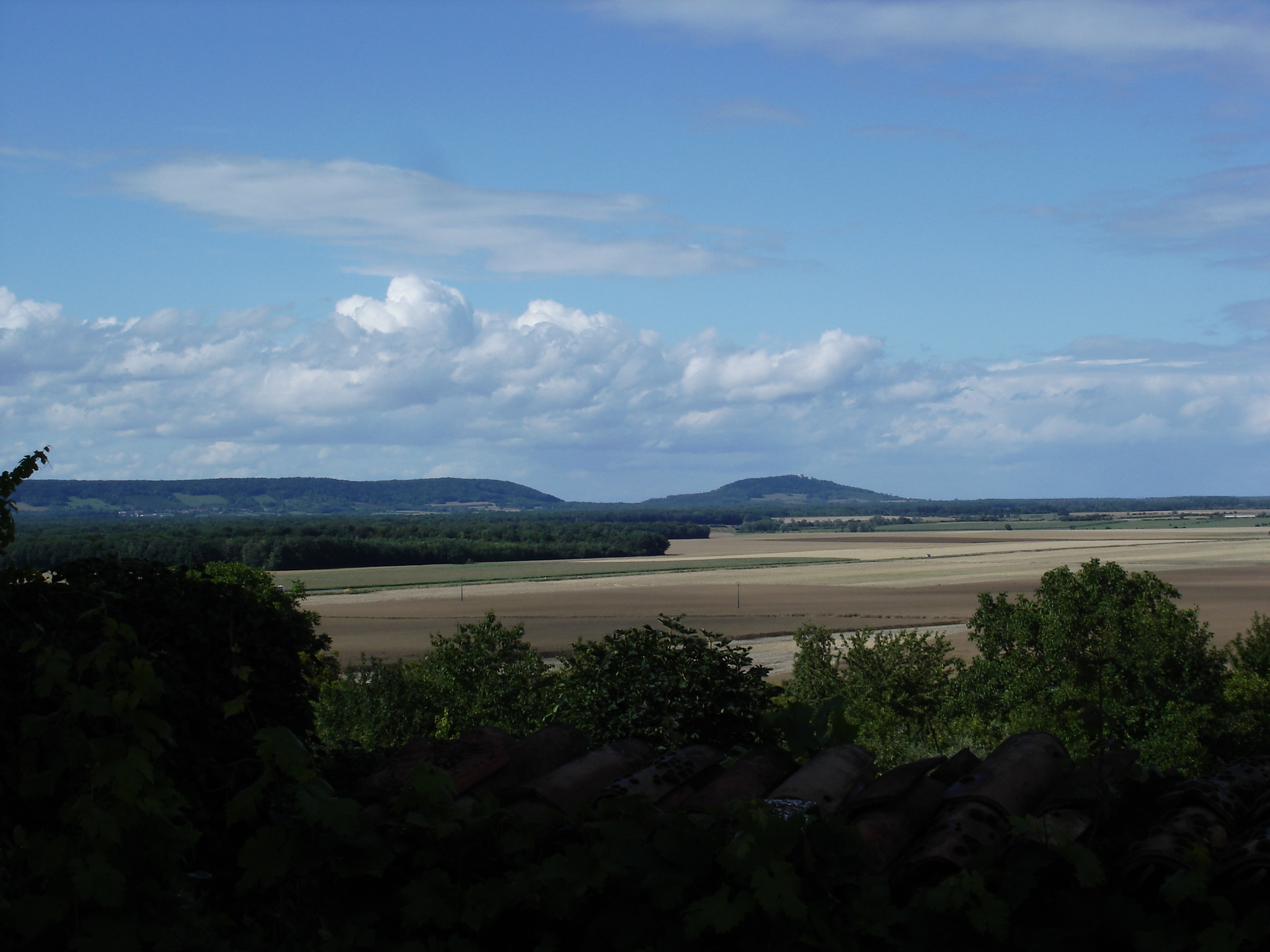
从日龙维尔苏莱科特（Gironville-sous-les-Côtes）望向瓦夫尔和蒙塞克山（butte de Montsec）
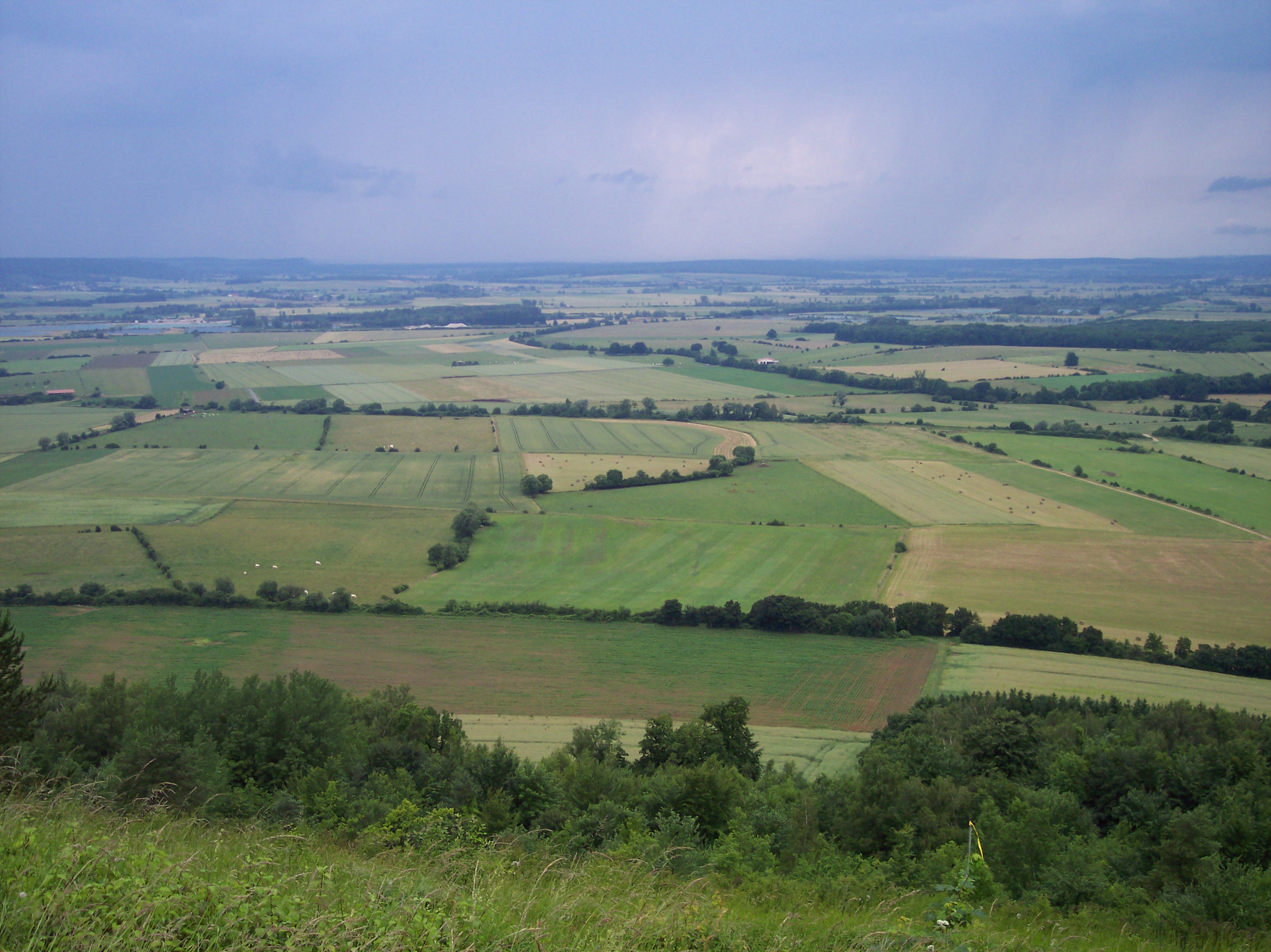
穆宰附近的风暴下的瓦夫尔
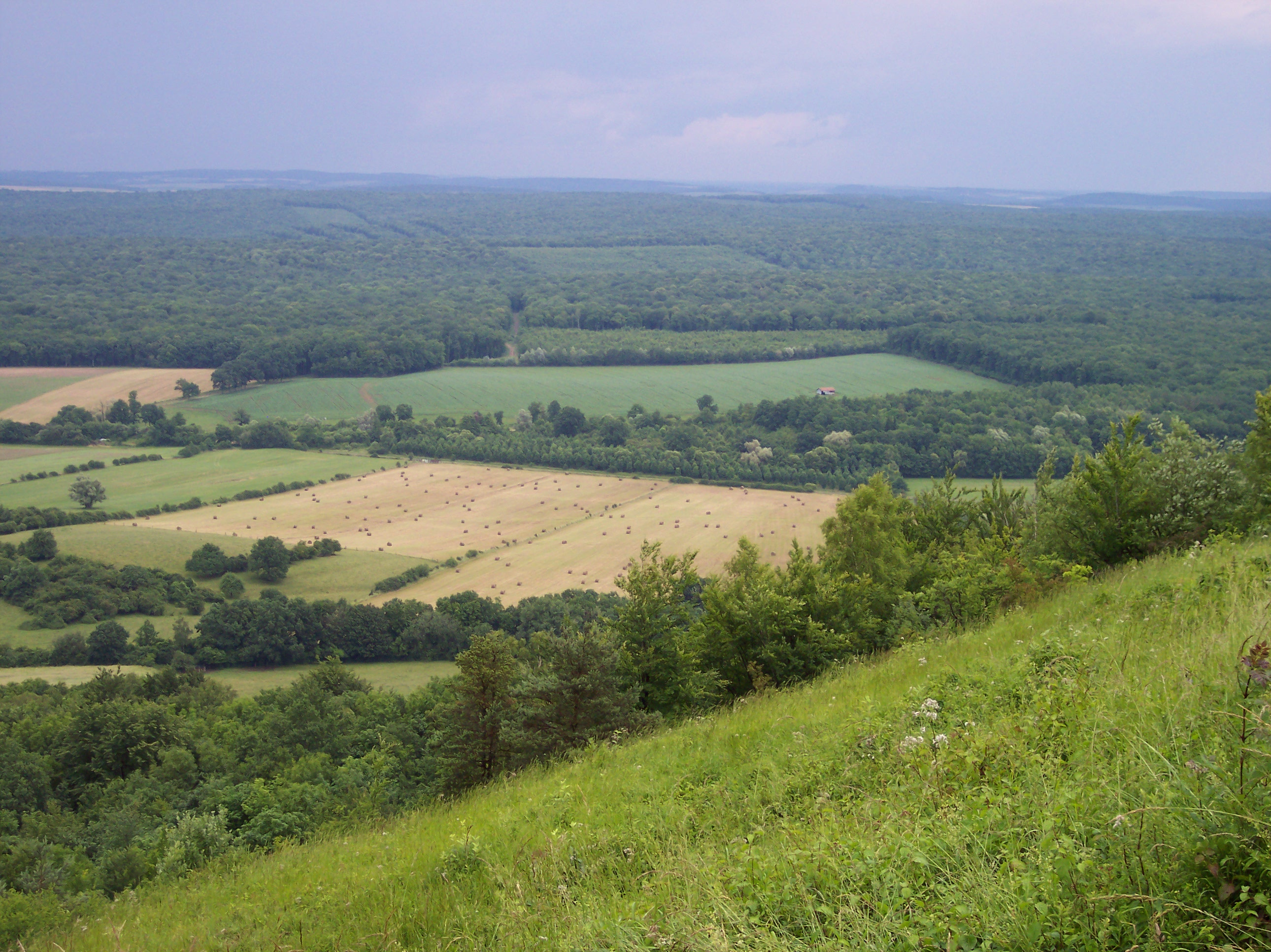
穆宰附近的树林